# Президентские выборы в Исландии (2004)
Президентские выборы в Исландии прошли 26 июня 2004 года, на них был избран новый президент Исландии.
Победу на выборах одержал политик Оулавюр Рагнар Гримссон, набрав 85,60 % голосов на выборах.

## Предыстория
После выборов президента в Исландии 2000 года президентом был вновь переизбран на второй срок Оулавюр Рагнар Гримссон, который в начале 2004 года объявил, что намерен вновь избираться в кандидаты в президенты на предстоящие выборы.
Сравнивая с выборами президента 2000 года, когда соперников Оулавюру на выборах не оказалось, на президентскую гонку 2008 года выдвинулись два новых кандидата.
Первым кандидатом стал лидер демократического движения Аусттоур Магнуссон Виюм, который ранее не смог участвовать на выборах 2000 года из-за того, что не набрал достаточно подписей.
Вторым кандидатом стал Бальдур Агустссон, бизнесмен, который был практически неизвестен широкой публике.

## Кандидаты
| Оулавюр Рагнар Гримссон Самовыдвижение |  |  | Президент Исландии 1 срок (1996—2000) 2 срок (2000—2004)  |
| Бальдур Агустссон Самовыдвижение       |  |  | бизнесмен                                                 |
| Аусттоур Магнуссон Виюм Самовыдвижение |  |  | Лидер демократического движения (исл. Lýðræðishreyfingin) |

## Результаты выборов
Тогдашний президент Оулавюр Рагнар 2 июня 2004 года наложил вето на закон о собственности на средства массовой информации, принятый альтингом. Тем не менее, Давид Оддссон, который в то время был премьер-министром Исландии, заявил, что вето было нарушено, потому что дочь президента работала в инвестиционной компании Baugur Group, которая в то время приобрела примерно половину доли СМИ страны.
Это вызвало такой крупный ажиотаж среди населения, что избиратели намеренно стали сдавать либо испорченные, либо пустые бюллетени в знак протеста выборам.
|                                  |         |         |
| Кандидат                         | Голосов | Процент |
| Оулавюр Рагнар Гримссон          | 90.662  | 85,60   |
| Бальдур Агустссон                | 13.250  | 12,51   |
| Аусттоур Магнуссон Виюм          | 2.001   | 1,89    |
| Итого                            | 105.913 | 100,00  |
|                                  |         |         |
| Действительные голоса            | 105.913 | 78,82   |
| Недействительные голоса          | 834     | 0,62    |
| Незаполненные бюллетени          | 27.627  | 20,56   |
| Общее количество голосов         | 134.374 | 100,00  |
| Избиратели в списках избирателей | 213.553 | 62,92   |
| Источник:                        |         |         |